# Stara Kiszewa (gmina)
Pour la localité, voir Stara Kiszewa.
Stara Kiszewa est une gmina rurale du powiat de Kościerzyna, Poméranie, dans le nord de la Pologne. Son siège est le village de Stara Kiszewa, qui se situe environ 19 km au sud-est de Kościerzyna et 52 km au sud-ouest de la capitale régionale Gdańsk.
La gmina couvre une superficie de 213,1 km2 pour une population de 6 842 habitants en 2021.

## Géographie
La gmina inclut les villages de Bąk, Bartoszylas, Bestra Suka, Bożepole Szlacheckie, Chrósty, Chwarzenko, Chwarzno, Cięgardło, Czerniki, Dolne Maliki, Drzewiny, Dubryk, Foshuta, Góra, Górne Maliki, Grzybno, Hamerbark, Kalk, Kobyle, Konarzyny, Kozia, Łasinek, Lipy, Lisia Huta, Madera, Nowe Polaszki, Nowiny, Nowy Bukowiec, Nowy Dworzec, Olpuch, Olpuch-Dworzec, Pałubin, Pikowo, Portygała, Ruda, Stara Kiszewa, Stare Polaszki, Stary Bukowiec, Struga, Strzelki, Tramkule, Warszawa, Wilcze Błota Kościerskie, Wygonin, Zamek Kiszewski et Zomrze.
La gmina borde les gminy de Czersk, Kaliska, Karsin, Kościerzyna, Liniewo, Skarszewy et Zblewo.

## Jumelage
- Lahntal (Allemagne) depuis le 10 novembre 2005[2]